# With Love (Hilary Duff)
With Love is een single van Hilary Duff die in april 2007 werd uitgebracht. De single staat op het album Dignity (uitgebracht op 3 april 2007).
De single stond in de Verenigde Staten op de 24ste positie van de hitlijst, in het Verenigd Koninkrijk op de 19de plek en in Australië op de 22ste. Duff lanceerde in de herfst van 2006 een parfum met dezelfde naam als deze single.

## Hitnotering

### NederlandseSingle Top 100
| Hitnotering: 12-05-2007 | Hitnotering: 12-05-2007 | Hitnotering: 12-05-2007 |
| Week:                   | 1                       |                         |
| ----------------------- | ----------------------- | ----------------------- |
| Positie:                | 91                      | uit                     |